# Cullison, Kansas
Cullison là một thành phố thuộc quận Pratt, tiểu bang Kansas, Hoa Kỳ. Năm 2010, dân số của xã này là 101 người.

## Dân số
Dân số các năm:
- Năm 2000: 98 người
- Năm 2010: 101 người